# Willy Quaedackers
Willy (Wiel) Quaedackers (Hoensbroek, 26 juli 1937 – Kerkrade, 18 april 2020) was een Nederlands voetballer.

## Loopbaan
Quaedackers debuteerde als semiprof in de Nederlandse Eredivisie voor het Geleense Fortuna '54. Later zou hij de overstap maken naar het Maastrichtse MVV. Hij stond bekend als een speler met een bijzonder snelle loop. Als eredivisiespeler scoorde hij viermaal.
Op 30 september 1964 debuteerde hij als rechtsback onder Denis Neville, de toenmalige Engelse bondscoach van Oranje, in het Nederlands voetbalelftal in een vriendschappelijke wedstrijd in en tegen België (1-0). Het zou bij dit eenmalig optreden blijven.
Willy Quaedackers overleed in 2020 op 82-jarige leeftijd.